# Joosje Asser
Joosje Asser (Den Haag, 13 juli 1947) is een Nederlandse choreograaf. Ze is met haar broer David Asser beheerder van het oeuvre van haar vader, de Nederlandse tekst- en liedjesschrijver Eli Asser, een overlevende van de Holocaust.

## Biografie
Joosje Asser is het eerste kind uit het huwelijk van Eli Asser en Eefje Croiset. Na haar volgde een zus, Hella (1949), en een broer, David (1961). Ze trouwde in 1971 met een zoon van architect Marius Duintjer. De Volkskrant meldde in de tweede helft van de jaren tachtig dat ze als  bewegingsdocente was aangetrokken voor de toen net gevormde Academie Filmcasting en Presentatie.
Asser is te zien in de EO-documentaire Echo's van een oorlog, het geslacht Asser-Croiset uit 2016 van In-Soo Radstake. Deze film is een reactie op een eerdere documentaire, Verlies niet de moed (2015), gemaakt door haar zus. Beide documentaires gaan over de geschiedenis van de familie van Asser en de repercussie van de Holocaust op het geslacht Asser-Croiset. Door zijn inhoud en reactie op de eerdere documentaire legt Echo's van een oorlog een familievete bloot en zouden de sporen getoond worden die oorlog nalaat bij tweedegeneratie-slachtoffers.
Ze was als adviseur betrokken bij de theateruitvoering van Eli Assers boek Aan de vooravond (2000), een autobiografisch verhaal over de ontruiming van de joods-psychiatrische instelling het Apeldoornsche Bosch. De regisseur Jori Hermsen van het Apeldoornse Theater Orpheus probeerde van het verhaal een ‘brug naar het nu’ te maken en bewerkte daarvoor de tekst in overleg met Joosje Asser. Het stuk werd in 2021 onder haar kritische doch goedkeurende oog uitgevoerd.
Asser stond als creatief directeur de producent San Fu Maltha bij voor een televisieserie over de Joodse Raad in Amsterdam. Dit project werd op verzoek van de EO vooraf aan de opnamen overgedragen aan een andere producent. De televisie serie De Joodse Raad werd in 2024 uitgezonden.

## Oeuvre

### Theater
- Anatevka (1966-1968), Nederlandse versie van de musical Fiddler on the roof, met Asser in de rol van Sima.[18]
- Rembrandt was mijn buurman (1995/1996), met bijdrage van Asser.[19]
- Aan de vooravond (2021), met Asser als adviseur en rechthebbende: De rechten van Eli Assers boek Aan de vooravond (2000) liggen sinds zijn dood bij zijn kinderen. Het Apeldoornse Theater Orpheus mocht het verhaal op de planken brengen.[2]

### Publicaties
- Ontsnapt uit het Apeldoornsche Bosch. De joods psychiatrische inrichting die in 1943 door de nazi's werd ontruimd (2021), bundel met daarin verwerkt Eli Assers autobiografische roman Wie maakt me los, door Joosje en David Asser samengesteld met enkele tot dan toe ongepubliceerde verhalen over de oorlog en de levenslange gevolgen daarvan.[20][13]
- Vaselientje, dagboek van een baby (2023), een heruitgave in eigen beheer van Eli Assers gelijknamige bundel. Deze proza werd begin jaren 1950 gepubliceerd in Vrij Nederland, waarin Eli Asser over zijn ervaringen schreef met de toenmalige baby Joosje Asser, in de publicaties geduid met de alias Vaselientje. De artikelen werden gebundeld en in 1951 als boek gepubliceerd. De heruitgave is door Joosje aangevuld met een nieuw voorwoord en een toelichting vanuit het perspectief van Vaselientje ruim zeventig jaar later.[21][22]